# كابو (معسكر الاعتقال)

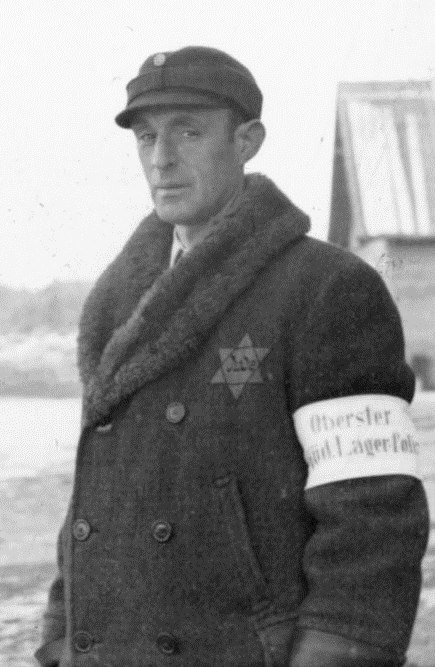

كابو أو سجين موظف (بالألمانية: Funktionshäftling)‏، انظر §  أصل الكلمة) كان سجينًا في معسكر اعتقال نازي تم تكليفه من قبل حراس قوات الأمن الخاصة للإشراف على العمل القسري أو القيام بمهام إدارية.
يُسمى النظام الوظيفي للسجناء أيضًا، الذي يُطلق عليه أيضًا «الإدارة الذاتية للسجناء»، التكاليف إلى الحد الأدنى من خلال السماح للمعسكرات بالعمل مع عدد أقل من أفراد قوات الأمن الخاصة. تم تصميم هذا النظام لتحويل الضحية ضد الضحية، حيث تم تحريض السجناء الموظفين ضد زملائهم السجناء من أجل الحفاظ على صالح مشرفين إس إس. إذا تم إهمالهم، فسيتم إعادتهم إلى وضع السجناء العاديين ويخضعون لكابوس آخر. تم تجنيد العديد من الموظفين المسجونين من صفوف العصابات الإجرامية العنيفة بدلاً من السجناء السياسيين والدينيين والعنصريين؛ كان هؤلاء المدانين الجنائيين معروفيين بوحشيتهم تجاه السجناء الآخرين. تم التغاضي عن هذه الوحشية من قبل قوات الأمن الخاصة وكانت جزءًا لا يتجزأ من نظام المخيم.
تم تجنيب موظفي السجون الإساءة الجسدية والعمل الشاق، شريطة أن يؤدوا واجباتهم بما يرضي موظفي قوات الأمن الخاصة. كما منحو الوصول إلى بعض الامتيازات، مثل الملابس المدنية وغرفة خاصة. في حين أن الألمان أطلقوا عليهم عادة اسم الكابو، فإن المصطلح الرسمي للحكومة لموظفي السجون كان Funktionshäftling .

## اصل الكلمة
أصل كلمة «الكابو» غير واضح. وفقًا للمكتبة الافتراضية اليهودية  فهي شكل مختصر لكلمة Ka meradschaft po lizei (تقريبًا «قوة الشرطة الرفيقة») أو ربما Kameradschafts-Polizei. يمكن أن تأتي أيضًا من الكلمة الإيطالية لكلمة "head" و"boss"، capo. وفقا لدودن، مشتقة من الكلمة الفرنسية «العريف» (fr: Caporal).  

## نظام التوفير والتلاعب
سيطرت قوات الأمن الخاصة على معسكرات الاعتقال، ولكن التنظيم اليومي تم استكماله بنظام السجناء العاملين، وهو التسلسل الهرمي الثاني الذي سهل على النازيين السيطرة على المعسكرات. أتاح هؤلاء السجناء للمخيمات العمل مع عدد أقل من أفراد قوات الأمن الخاصة. يبلغ عدد الموظفين السجناء في بعض الأحيان ما يصل إلى 10 ٪ من السجناء.  تمكن النازيون من إبقاء عدد الموظفين بأجر الذين كانوا على اتصال مباشر بالسجناء منخفضًا جدًا مقارنة بالسجون العادية اليوم. لولا السجناء المعتقلين، لما كانت إدارات معسكرات الإس إس قادرة على الحفاظ على سير العمليات اليومية للمخيمات بسلاسة. غالبًا ما قام الكابو بهذا العمل من أجل طعام إضافي أو سجائر أو كحول أو امتيازات أخرى.
في معسكر اعتقال بوخنفالد، تم توكيل هذه المهام في الأصل للسجناء المجرمين، ولكن بعد عام 1939، بدأ السجناء السياسيون باستيدال السجناء المجرمين، في ماوتهاوزن، من ناحية أخرى، ظل السجناء يشغلون مناصب وظيفية حتى قبل التحرير بقليل. كما أعاق النظام والتسلسل الهرمي التضامن بين السجناء. كانت هناك توترات بين الجنسيات المختلفة وكذلك بين مجموعات سجناء المختلفة، والتي تميزت بشارات مختلفة من معسكرات الاعتقال النازية. كان اليهود يرتدون النجوم الصفراء، وارتدى السجناء الآخرون مثلثات ملونة تشير إلى عرقهم.